# KTM 640 LC4 Enduro
 (novembre 2023).
Si vous disposez d'ouvrages ou d'articles de référence ou si vous connaissez des sites web de qualité traitant du thème abordé ici, merci de compléter l'article en donnant les références utiles à sa vérifiabilité et en les liant à la section « Notes et références ».
La 640 LC4 Enduro est un modèle de motocyclette du constructeur KTM. Produite de 1998 à 2008, elle équipe la Bundeswehr (armée de Terre allemande).

## Informations complémentaires
- Compression : 11,7:1
- Graissage sous pression, 2 pompes Eaton
- Graissage du moteur : 2,1 l Motorex Power Synt 4T 10W50
- Transmission primaire : 31:79
- Transmission finale : 16:42
- Allumage : Kokusan digital 4K-3B
- Démarrage : kick et démarreur électrique
- Boucle arrière de cadre : Acier 25CrMo6
- Guidon : Magura Aluminium Ø 28/22 mm

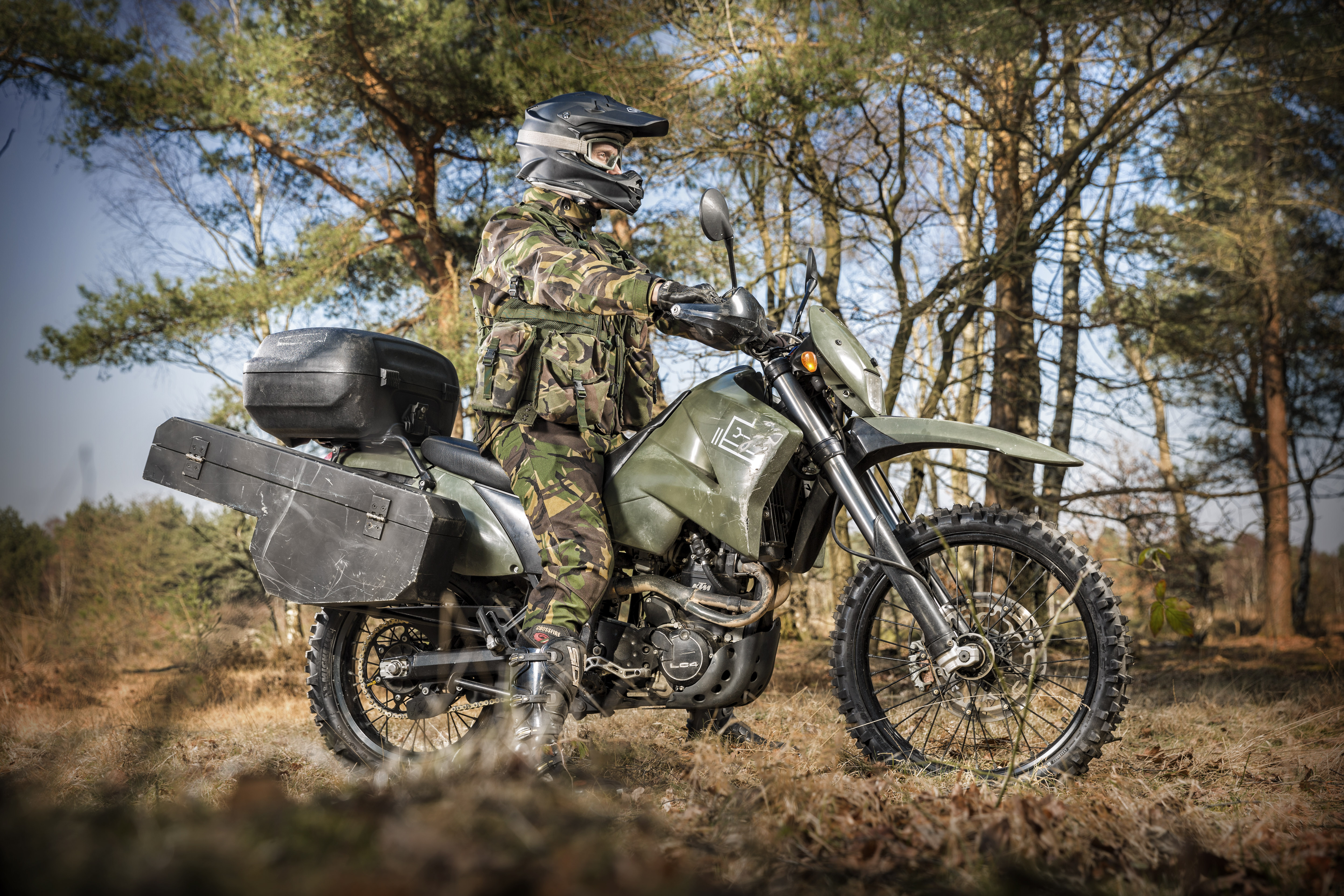
Version militaire équipant l'armée des Pays-Bas.

- Chaîne : à joints X 5/8 x 1/4" |
- Silencieux : Aluminium
- Garde au sol : 330 mm